# Gone Be Fine
Gone Be Fine är en sång skriven av producenten Dallas Austin för R&B-sångerskan Monicas 2:a studioalbum The Boy Is Mine (1998). Låten gavs ut som en promosingel i december 1999. I Låten medverkar även rapp-gruppen Outkast. 
Låten klättrade till en femte placering på den amerikanska musiklistan Billboard Bubbling Under R&B/Hip-Hop Singles.

## Format och innehållsförteckningar
1. "Gone Be Fine" (Radio Mix)
2. "Gone Be Fine" (Instrument)
3. "Gone Be Fine" (Call Out Hook)

## Listor
| Lista (1999)                                           | Topp-position |
| ------------------------------------------------------ | ------------- |
| Amerikanska Billboard Hot R&B/Hip-Hop Singles & Tracks | 105           |